# Dušan Fišer
Dušan Fišer, slovenski slikar in galerist * 1. februar 1962, Ptuj.
Študiral je na Akademiji za likovno umetnost v Ljubljani in leta 1989 diplomiral pri Metki Krašovec. Leta 1991 je končal študij na slikarski specialki pri Emeriku Bernardu. Študijsko se je izpopolnjeval na Nizozemskem. Ukvarja tudi s performansom in je vodja Galerije mesta Ptuj,

## Umetnost
Fišer velja za zelo kompleksnega umetnika, ki je vezan na kulturološke in operativne smisle tradicije, njegova umetnost pa je prav zaradi tega zelo raznolika in večmedijska. Fišerjeva umetnost je neulovljiva v svojih različnih likovnih govoricah, izraznih sredstvih in tehnikah. Najpomembnejša značilnost Fišerjevega umetniškega izraza je zelo neposredna komunikacija z gledalcem, pa naj si gre za slike ali prostorske postavitve.

## Razstave
- 1988

MKC Nova Gorica
- 1990

Galerija Akademije Minerva, Groningen, Nizozemska
- 1992

Galerija Krka, Ljubljana
Galerija Media nox, Maribor
- 1993

Galerija Giuseppe Negrisin, Muggia, Italija
Galerija Ivana Groharja, Škofja Loka
Moderna galerija, Ljubljana
- 1994

Galerija DSLU, Ljubljana
Galerija Filipov dvorec, Ljubljana
- 1995

Galerija Loža, Koper
Galerija Insula, Izola
Razstavišče Atena, Maribor
Galerija Equrna, Ljubljana
Galerija Ante Trstenjak, Ljutomer
Pokrajinski muzej Ptuj
- 1996

Institut für kunstgeschichte, Gradec, Avstrija
- 1997

Stara steklarska delavnica, Ptuj
- 1998

Galerija Žula 2, Maribor
- 1999

Galerija Miklova hiša, Ribnica
Bežigrajska galerija, Ljubljana
- 2000

Miheličeva galerija, Ptuj
Galerija Erbija, Gaberje
- 2001

Galerija Kos, Ljubljana
Ljubljanski grad, Ljubljana
Galerija Tenzor, Ptuj
Citie internationale des arts, Pariz, Francija
Knjižnica Ivana Potrča, Ptuj
- 2002

Galerija Marin, Umag, Hrvaška
Jakopičeva galerija, Ljubljana
Galerija Tenzor, Knjižnica Ivana Potrča, Ptuj
Klub PAC, Murska Sobota
- 2003

Groharjeva galerija, Škofja Loka
Galerija Equrna, Ljubljana
- 2004

Galerija Miklova hiša, Ribnica
Pokrajinski muzej Ptuj
Dnevi poezije in vina, Medana
- 2005

Pokrajinski muzej Ptuj
- 2006

Razstavni salon Rotovž, Umetnostna galerija Maribor
MMC Kibla, Maribor
Galerija 3D, Benetke, Italija
2007 Galerija Meinblau, Berlin,  Nemčija
2008 Galerija Marin, Umag, Hrvaška
Mestna galerija Fontikus, Grožnjan, Hrvaška